# Gran Sinagoga Belz de Jerusalén
La Gran Sinagoga Belz ( en hebreo: מרכז עולמי לתורה וחסידות בעלז) es la mayor sinagoga de Israel. Fue construida por la comunidad judía jasídica de Belz con la ayuda financiera de sus simpatizantes venidos de otras naciones del mundo.

## Historia
Durante los años ochenta del siglo XX, el rabino Issacar Dov Rokeach, el quinto rebbe de la dinastía Belz, lideró los planes para construir una enorme sinagoga en Kiryat Belz, un barrio jasídico de Jerusalén. El edificio, fue diseñado con cuatro entradas para que fuera accesible desde las cuatro calles que convergen en la colina del barrio, también tendría una replica aumentada de la estructura que el primer rebbe de Belz, Sar Shalom, hizo construir en el pueblo de
Belz, en Ucrania, en el año 1843. Debía incluir un grandioso santuario principal, pequeñas salas de estudio, salones para celebrar en ellos 
bodas y ceremonias de bar mitzvá, bibliotecas, y otras instalaciones comunitarias.

### Construcción

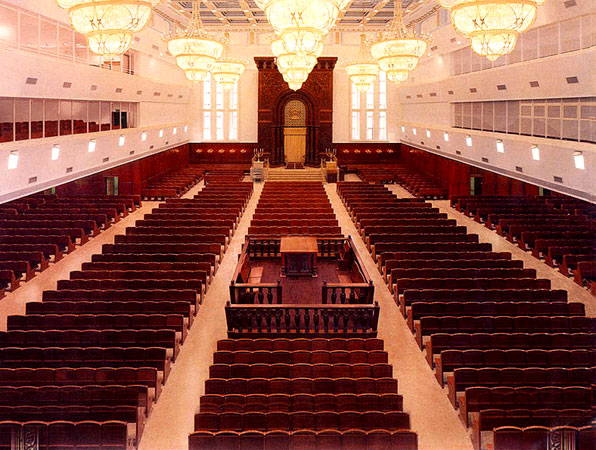
Interior de la sinagoga

Fue creada gracias a un proyecto millonario de varias fundaciones durante las décadas de los años 80 y los años 90 del siglo XX, y duró 15 años su construcción. Cuenta con 10 mil asientos y elementos de madera de 12 metros de altura. Tiene la capacidad de almacenar 70 rollos de la Torá.
El santuario principal es solo usado durante el Shabat y las festividades judías, el resto de la semana es usado para diversas actividades. Cuenta con otras habitaciones dedicadas a otros eventos como bodas.